# Verband Kieler Ballspielvereine
Der Verband Kieler Ballspielvereine (VKB) war ein lokaler Fußballverband in der Fördestadt Kiel. 

## Geschichte
Der VKB wurde am 25. Februar 1903 gegründet und am 6. Juli 1903 in den DFB aufgenommen. Die vier Gründungsvereine waren der 1. Kieler FV 1900, FC Holstein 1902 Kiel, Kieler SC 1899 und 1. Ellerbeker FV 1903. Alle Vereine zusammen hatten insgesamt 130 Mitglieder, eine beachtliche Anzahl für die Zeit. 1. Vorsitzender wurde Georg P. Blaschke (Mitgründer des 1. Kieler FV 1900 und später lange Jahre Schriftführer des DFB) vom 1. Kieler FV 1900, 2. Vorsitzender R. Weiss (Kieler SC 1899), Schriftführer W. Hostmann (1. Kieler FV 1900), Kassierer Herr Duden (FC Holstein 1902 Kiel), 1. Beisitzer W. Schlappkohl (1. Ellerbeker FV 1903) und 2. Beisitzer F. Henert (Kieler SC 1899). Die Vereinsfarben des Verbandes waren schwarz-rot-gold.
Im Laufe des Jahres traten auch der FC Kilia 1902 Kiel, FC Holsatia 1903 Kiel und die Werftpark SpVgg. 1901 Gaarden dem Verband bei. Anfang 1904 schlossen sich auch der SC Concordia 1903 Gaarden und FC Borussia 1903 Gaarden dem VKB an.
Die erste Meisterschaftssaison wurde in der Saison 1903/04 in drei Spielklassen ausgetragen. Der 1. Klasse wurden Holstein, Kilia und der KFV zugeteilt, die in dieser Reihenfolge auch die Plätze in der Abschlusstabelle belegten. In der 2. Klasse spielten deren drei Reservemannschaften sowie der Kieler SC 1899. Die 3. Klasse bestand aus den Holstein III, Kilia III und KFV III, sowie dem FC Holsatia. Nach ihrem Beitritt nahmen auch noch Borussia und Concordia an den Spielen der Rückrunde teil.
Holstein trug seine Heimspiele auf dem Gutenbergplatz, Kilia sowie SC 1899 auf dem Jugendspielplatz in der Gutenbergstraße und der KFV auf dem großen Exerzierplatz am Vieburger Gehölz aus. Vor Beginn der Saison 1904/05 gehörten dem Verband sieben Vereine mit 20 Mannschaften und insgesamt rund 500 Mitgliedern an. Zur gleichen Zeit verfügten die Kieler Turnvereine über ca. 3.000 Mitglieder.
Im Herbst 1904 wurden die vier Vereine Kieler SC, Holsatia, Concordia und Borussia wegen rückständiger Beitragszahlungen aus dem Verband Kieler Ballspielvereine ausgeschlossen. Aus Protest gegen diese Entscheidung trat auch Kilia aus dem Verband aus. Die fünf Vereine gründeten daraufhin den Kieler Fußball-Bund. Da nur noch zwei Vereine im VKB verblieben waren, musste die Meisterschaft für die Saison 1904/05 ausfallen. Im Januar 1905 trat Kilia dem Verband wieder bei, aber auf Grund der fortgeschrittenen Zeit in der Saison kam es nur noch zu Wettspielen (Freundschaftsspielen). Weiterhin wurde eine Verbandsmannschaft gebildet, die am 2. April 1905 in Hamburg 1:4 und am 16. Dezember 1906 in Kiel 4:2 gegen den FC Victoria 1895 Hamburg spielte.
Auch nach der Gründung des Norddeutschen Fußball-Verbandes (NFV) am 15. April 1905 bestand der Verband Kieler Ballspielvereine weiter und ging erst 1907 im NFV als dessen Bezirk II auf. Die Bezirksmeisterschaft gewann am 2. Juni 1907 in Lübeck Holstein Kiel mit 5:0 gegen den Lübecker BC 1903.

## Meister des Verbandes Kieler Ballspielvereine
- Saison 1903/04:
  - 1. Klasse: FC Holstein 1902 Kiel
  - 2. Klasse: Kieler SC 1899
  - 3. Klasse: 1. Kieler FV 1900 III

- Saison 1904/05:
  - 1. Klasse: Meisterschaft ausgefallen
  - 2. Klasse: Meisterschaft ausgefallen
  - 3. Klasse: Meisterschaft ausgefallen

- Saison 1905/06:
  - 1. Klasse: FC Holstein 1902 Kiel
  - 2. Klasse: 1. Kieler FV 1900 II
  - 3. Klasse: FC Holstein 1902 Kiel III

- Saison 1906/07:
  - 1. Klasse: FC Holstein 1902 Kiel
  - 2. Klasse: FC Holstein 1902 Kiel II
  - 3. Klasse: FC Holstein 1902 Kiel IIIa
  - Lübeck: Lübecker BC 1903